# Das Fräulein von Kasse 12
Das Fräulein von Kasse 12 ist eine deutsche Stummfilm-Komödie aus dem Jahre 1927. Unter der Regie von Erich Schönfelder spielen Dina Gralla und Werner Fuetterer die Hauptrollen.

## Handlung
Grete Schober hat eine Anstellung als Kassiererin in einem Warenhaus. Als sie wieder einmal eines Morgens auf dem Weg zur Arbeit ist, erspäht sie der schmucke, junge Dr. Fred Werder aus einem Auto heraus und findet sogleich sofort Gefallen an dem titelgebenden Fräulein von Kasse 12. Er bietet Grete sogar an, sie mit seinem Auto mitzunehmen. Da Frollein Schober einerseits jedoch auf ihren guten Ruf achten möchte und andererseits den feschen Fred lediglich für einen einfachen Chauffeur hält, weist sie dessen keckes Ansinnen sofort zurück. Sie kann nicht wissen, dass es sich bei Dr. Werder um den Mitinhaber einer Zeitung, des „Zeitspiegels“, handelt. Als von eben diesem Blatt ein Preisrätsel veranstaltet wird, in dem man ein funkelnagelneues Auto gewinnen kann, nimmt Grete freudestrahlend daran teil. 
Anlässlich dieser Veranstaltung sehen sich Grete und Fred wieder. Um Gretes Herz doch noch zu gewinnen, muss Fred ein wenig tricksen, denn das Preisrätsel wird von einer anderen Person gewonnen, einer Vorführdame für Ölsardinen mit Namen Theodora Blau. Fritz dreht die Sache so, dass Grete das Auto mitsamt Chauffeur gewinnt, und dieser schmucke Fahrer ist er natürlich selbst. Alles wäre so schön gelaufen, käme die erboste, eigentliche Gewinnerin nicht hinter den Schwindel. Sie setzt Himmel und Hölle in Bewegung und bringt das junge Glück dadurch in schwere Bredouille, denn nun werden Fritz und Grete wegen Betrugs verhaftet. Mit Hilfe von Kommerzienrat Werder, dem Onkel und Besitzer der anderen Zeitungshälfte, werden die Dinge gerade gerückt, und Fred und Grete kommen wieder frei. Zwar ist jetzt Grete wieder ohne eigenes Auto, dafür hat sie aber einen wohlhabenden Ehemann in spe, der selbstverständlich über ein eigenes Fahrzeug verfügt.

## Produktionsnotizen
Das Fräulein von Kasse 12 entstand von Januar bis Februar 1927 in den Studios von Berlin-Johannisthal, passierte am 15. August 1927 die Zensur und wurde am 5. Januar 1928 erstmals in Berlin gezeigt. Zuvor wurde der Film im Oktober 1927 in Wien in Augenschein genommen. Der Streifen besaß sechs Akte, verteilt auf 1949 Meter, und wurde mit Jugendverbot belegt. 
Kurt Richter entwarf die Filmbauten.